# Acetogeniny

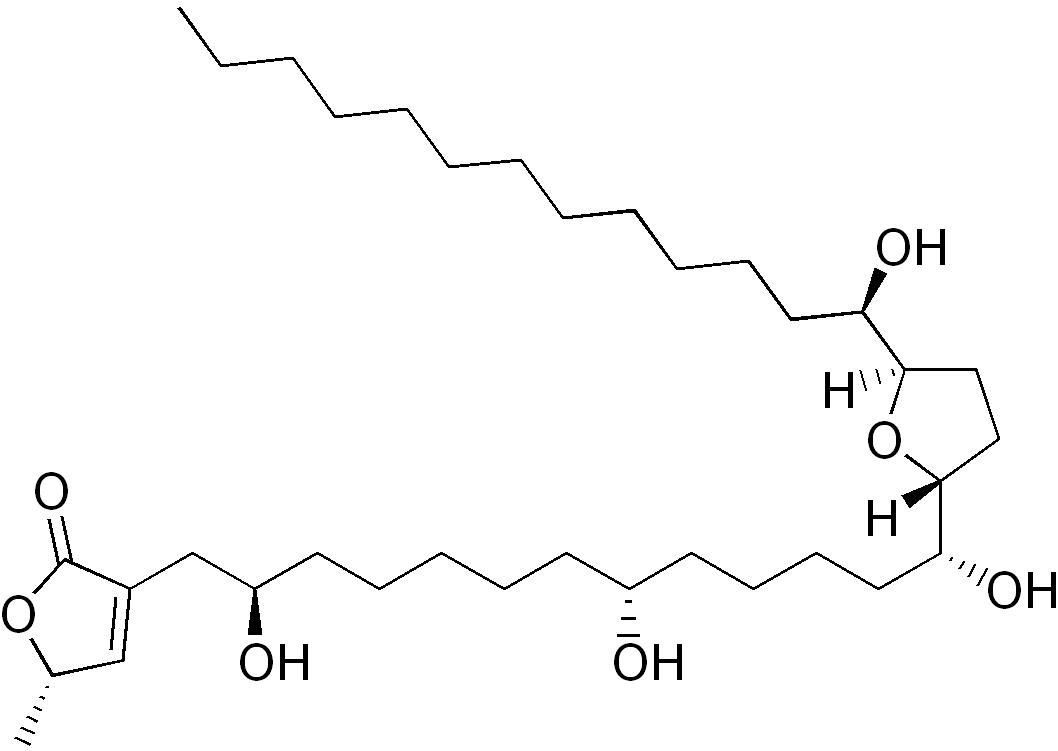
Strukturní vzorec annonacinu

Acetogeniny jsou skupina polyketidů vyskytujících se v rostlinách z čeledi láhevníkovitých (Annonaceae). Obsahují lineární řetězce složené z 32 nebo 34 atomů uhlíku a kyslíkaté funkční skupiny, jako jsou hydroxyly, ketony, epoxidy, tetrahydrofurany a tetrahydropyrany. Na konci jejich molekul se často nacházejí laktony, například butenolidy.
Z 51 druhů rostlin bylo izolováno přes 400 různých acetogeninů.
Mnoho acetogeninů vykazuje neurotoxicitu.

## Příklady
- Annonacin
- Annoniny
- Bullatacin
- Uvaricin

## Struktura

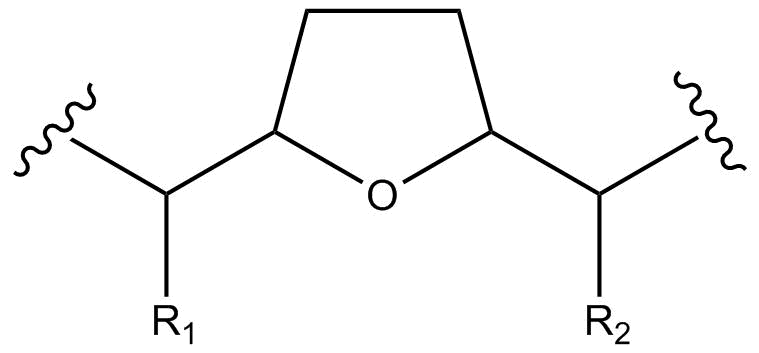
Strukturní jednotka acetogeninu (mono-THF)

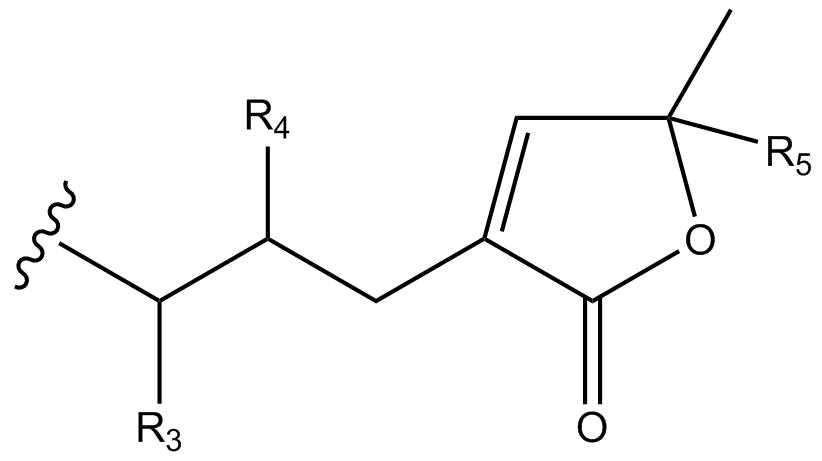
Nenasycená koncová strukturní jednotka acetogeninu tvořená laktonem

Acetogeniny patří mezi 35- až 37uhlíkaté sloučeniny obvykle se vyznačující dlouhým alifatickým řetězcem obsahujícím koncové methylované α,β-nenasycené gamalaktonové kruhy a jeden až tři cykly tvořené tetrahydrofuranem (THF).
Tyto tetrahydrofurany jsou rozmístěny podél uhlovodíkového řetězce , společně s několika kyslíkatými skupinami (hydroxylovými, acetoxylovými, ketonovými, epoxidovými) a/nebo dvojnými vazbami.
| Sloučenina          | R1  | R2  | R3 | R4  | R5 |
| ------------------- | --- | --- | -- | --- | -- |
| 4-deoxyannoretikuin | OH  | OH  | H  | H   | H  |
| Annonacin           | OH  | OH  | H  | OH  | H  |
| Annopentocin A      | OH  | H   | H  | OH  | H  |
| Dispalin            | OAc | OH  | H  | OH  | H  |
| Donnaienin C        | OH  | OH  | H  | OAc | OH |
| Goniotetracin       | OH  | OH  | H  | OH  | H  |
| Murikoreacin        | OH  | H   | H  | OH  | H  |
| Tonkinin A          | OH  | OH  | O  | H   | H  |
| Uvaribonon          | OH  | OAc | O  | H   | H  |

## Výzkum
Acetogeniny jsou předměty výzkumu pro své biologické vlastnosti, i když jsou neurotoxické.
Přečištěné acetogeniny z muďoulu trojlaločného (Asimina triloba) a
láhevníku ostnitého (Annona muricata) se stále zkoumají v laboratořích.

## Mechanismus účinku
Acetogeniny inhibují NADH dehydrogenázu, důležitý enzym v energetickém metabolismu.